# International Airlines Group
Die International Consolidated Airlines Group S.A., kurz International Airlines Group oder IAG, ist eine Holdinggesellschaft für mehrere Fluggesellschaften. Der Sitz der IAG ist Madrid, die Unternehmenszentrale befindet sich in London. Mit über 600 Flugzeugen und 101 Millionen Passagieren pro Jahr ist die IAG das drittgrößte Verkehrsluftfahrtunternehmen in Europa nach Ryanair und Lufthansa.

## Geschichte
Die IAG entstand durch die Fusion der beiden Fluggesellschaften British Airways und Iberia, die mit eigenem Namen als Marken der IAG erhalten blieben. Am 21. Januar 2011 wurde das Unternehmen ins Handelsregister eingetragen, und am 24. Januar 2011 begann der Börsenhandel in Madrid und London, den Hauptsitzen der beiden Fluggesellschaften.
Am 22. Dezember 2011 gaben IAG und Lufthansa die Übernahme der bis dahin im Besitz von Lufthansa befindlichen British Midland Airways durch British Airways bekannt. British Airways bezahlte Lufthansa dafür eine Summe von 207 Millionen Euro. Am 30. März 2012 genehmigte die EU-Kommission den Kauf. Im Gegenzug musste IAG 14 Start- und Landerechte auf dem Flughafen London Heathrow abgeben.
Im März 2013 stockte die International Airlines Group ihre Beteiligung an der spanischen Billigfluggesellschaft Vueling auf über 90 Prozent auf und wurde so zum Mehrheitseigentümer.
Am 30. Januar 2015 kaufte Qatar Airways 9,99 % der Anteile der IAG und erhöhte diesen Anteil 2016 auf 15 %, 2017 auf 20 % und 2020 auf 25 %.
Im September 2015 hat IAG die Übernahme von Aer Lingus abgeschlossen. Der Kaufpreis lag bei 1,4 Milliarden Euro.
Im März 2017 wurde bekannt gegeben, dass eine neue Low-Cost-Langstreckenfluggesellschaft namens LEVEL im Juni 2017 den Flugbetrieb von Barcelona aus aufnehmen wird.

## Fluggesellschaften des Konzerns
- British Airways
  -  BA CityFlyer
  -  OpenSkies (Betrieb 2020 eingestellt)
  -  Sun-Air (Franchise)
  -  BA EuroFlyer

- Iberia
  -  Iberia Express

- Vueling Airlines
  -  Level Europe (Betrieb 2020 eingestellt)
- Level

- Aer Lingus
- Aer Lingus UK

- IAG Cargo (Fracht)
  -  British Airways World Cargo (Fracht)
  -  Iberia Cargo (Fracht)

Die IAG war zudem seit 2000 mit 18 % an der südafrikanischen Comair beteiligt (Betrieb 2022 eingestellt).

## Flottenpolitik
Die Flotte besteht aktuell (Stand: 4. Dezember 2024) aus 669 Flugzeugen, hiervon sind 193 Langstreckenflugzeuge.

## Passagieraufkommen und Gesamtumsatzzahlen
| Sitzladefaktor             | 82 Prozent (2016) |
| Frachtaufkommen            | 0,849 Millionen Tonnen (2016) |
| Konzernergebnisse(in Euro) | - 485 Millionen (2011) - 923 Millionen (2012) - 147 Millionen (2013) - 1.003 Millionen (2014) - 1.516 Millionen (2015) - 1.952 Millionen (2016) |

| Jahr | Passagieraufkommen | Gesamtumsatz     |
| ---- | ------------------ | ---------------- |
| 2011 | 051.687.000        | 16,339 Mrd. Euro |
| 2012 | 054.600.000        | 18,117 Mrd. Euro |
| 2013 | 067.224.000        | 18,675 Mrd. Euro |
| 2014 | 077.334.000        | 20,170 Mrd. Euro |
| 2015 | 088.333.000        | 22,858 Mrd. Euro |
| 2016 | 100.675.000        | 22,567 Mrd. Euro |
| 2017 | 104.829.000        | 22,972 Mrd. Euro |
| 2018 | 112.920.000        | 24,258 Mrd. Euro |
| 2019 | 118.253.000        | 25,506 Mrd. Euro |

## Aktionärsstruktur
Die bedeutendsten Anteilseigner sind mit Stand Februar 2020:
| Anteilseigner                                                                                         | Anteil  |
| --- | ------- |
| Qatar Airways                                                                                         | 25,01 % |
| Capital Research and Management Company (CRMC), davon 7,175 % durch Anteil am EuroPacific Growth Fund | 10,01 % |
| EuroPacific Growth Fund (managed durch Capital Research and Management Company)                       | 05,26 % |
| BlackRock, Inc.                                                                                       | 03,12 % |